# Samsara (Spiel)
Samsara ist ein abstraktes und strategisches Brettspiel für zwei Personen von Thomas Weber. Das Spiel wurde mit einem Holzspielfeld und Glasmurmeln bei Gerhards Spiel und Design umgesetzt und 2014 veröffentlicht. Die Spieler versuchen in dem Spiel, jeweils auf ihrer Seite Spielsteine in ein Zielfeld zu bekommen und damit Punkte zu machen.

## Thema und Ausstattung
Bei dem Spiel handelt es sich um ein 2-Personen-Spiel, bei dem die Spieler auf einem Holzspielplan mit 12 farbigen Glasmurmeln und zwei Punktemarkern sowie zwei Würfeln spielen. Um das Spiel zu gewinnen, versuchen beide Spieler jeweils, Glasmurmeln in ihr Zielfeld zu bekommen und damit Punkte zu machen.
Das Spielfeld besteht aus einer Kreisbahn mit insgesamt 24 Doppelfeldern. Dabei befinden sich auf jeder Spielerseite eine Reihe paralleler Mulden, die einmal rund und einmal eckig ausgearbeitet sind und die runde und eckige Spur der Kreisbahn bilden. Sie enden bei jedem Spieler mit einer Zielmulde, die der Spieler zur Wertung mit den Kugeln erreichen muss. Zudem sind die jeweils inneren Reihen der gegenüberliegenden Seite über einen Bogen mit der äußeren Reihe der eigenen Seite verbunden. Zentral befindet sich eine Wertungsleiste, auf der jeder Spieler sechs Punkte erreichen kann. Wer zuerst das mittlere, sechste, Wertungsfeld erreicht, gewinnt das Spiel.

## Spielweise
Zu Beginn des Spiels wird das Spiel zwischen den beiden Spielern platziert, sodass jeder Spieler eine Doppelreihe Mulden vor sich liegen hat und sie sich an den langen Seiten des Spielbretts gegenübersitzen. In die jeweils innere Reihe werden in den hinteren sechs Mulden, den Startpositionen, sechs Glasmurmeln platziert, zudem kommt jeweils eine Wertungsmurmel in das erste Feld der Wertungsleiste.
Beginnend mit einem Startspieler ziehen die beiden Spieler abwechselnd. Sie würfeln mit beiden Würfeln und dürfen danach nacheinander für jeden Würfel einen beliebigen Spielstein, auch auf der gegenüberliegenden Seite, um die entsprechende Anzahl Felder weiter im Uhrzeigersinn bewegen. Dabei darf er über beliebig viele besetzte Steine hinwegziehen und es darf auch zweimal der gleiche Spielstein gezogen werden. Über die Verbindungslinie können Steine von einer Spielfeldseite auf die andere gelangen. Beide Würfelaugenzahlen müssen komplett gezogen werden, es darf kein Wurf verfallen.
Ein zentrales Spielelement sind die Spurwechsel auf den Doppelfeldern, durch die ein Spieler die Kugeln auf die jeweils äußere Bahn und so in sein Zielfeld bekommen kann. Ein Spielstein bewegt sich während des Zuges immer auf einer der beiden Spuren und es ist sowohl am Anfang wie am Ende eines Zuges möglich, die Spur zu wechseln. Dabei gibt es zwei Möglichkeiten eines Spurwechsels:
1. Wenn ein Spielstein am Ende des Zuges auf einem Feld landet, auf dem bereits ein Spielstein liegt, muss der Spieler mit dem ziehenden Stein die Spur wechseln und die Kugel auf die jeweils andere Seite des Doppelfeldes ablegen. Voraussetzung ist, dass dieses Feld leer ist, andernfalls darf er den Zug nicht durchführen.
2. Befinden sich am Anfang eines Zuges zwei Spielsteine auf einem Doppelfeld, darf ein Spieler auch am Anfang einen Spurwechsel durchführen und eine der beiden Kugeln auf der parallelen Linie ziehen.

Die Spieler bekommen Punkte, wenn sie mit der gewürfelten Augenzahl genau das jeweils eigene Zielfeld mit einem Spielstein erreichen. In dem Fall dürfen sie den Zählstein auf der Zählleiste um ein Feld nach vorne bewegen. Danach wird der Spielstein aus dem Zielfeld entfernt und auf der gegenüber liegenden Seite des Spielbretts in die innere Mulde des ersten freien Doppelfeldes platziert. Er ist damit wieder im Spiel und kann von beiden Spielern genutzt werden.
Das Spiel endet, wenn ein Spieler sechs Mal mit einem Spielstein sein Zielfeld erreicht und damit als erster mit seinem Wertungsstein im mittleren Wertungsfeld ankommt. Das Spiel endet ebenfalls in dem sehr seltenen Fall, dass ein Spieler nach seinem Würfelwurf keinen Spielstein ziehen kann. In dem Fall endet es unabhängig von der Zählleiste sofort unentschieden (Moksha!).

### Wettkampfregeln
Für einen Wettkampf werden jeweils zwei Runden mit wechselndem Startspieler gespielt und entsprechend gewertet. Wenn der Startspieler seinen Wertungsstein als Erster ins Mittelfeld bringt, darf der Mitspieler noch einen kompletten Zug durchführen. Schafft er es, seinen Wertungsstein dabei auch ins Mittelfeld zu bringen, gewinnt der Spieler, auf dessen Seite des Spielbretts sich mehr Spielsteine befinden. Der Gewinner erhält als Punktzahl die Differenz zwischen der Anzahl Spielsteine auf seiner Seite und der seines Mitspielers. Bei gleich vielen Steinen erhält kein Spieler Punkte und das Spiel endet unentschieden. Befindet sich am Ende des Spiels nur ein Wertungsstein im Mittelfeld, erhält sein Besitzer als Punktzahl die Anzahl der Felder, die der Wertungsstein seines Mitspielers vom Mittelfeld entfernt ist. Bei einem Unentschieden (Moksha!) bekommt jeder Spieler vier Punkte.

## Entwicklung und Rezeption
Das Spiel Samsara wurde von Thomas Weber entwickelt und erschien 2014 zu den Internationalen Spieltagen in Essen bei dem deutschen Spieleverlag und Holzmanufaktur Gerhards Spiel und Design in einer Version aus geöltem Buchenholz mit Glaskugeln sowie in Eichenholz mit Holzkugeln.
Das Spiel wurde in verschiedenen Medien besprochen und bewertet. So beschreibt die Rheinische Post Samsara als Spiel für „Design-Verliebte“ und schreibt, es „sieht einfach schön aus“. Die Westfälischen Nachrichten beschreiben es als eine der „spannendsten Neuerscheinungen auf dem Spielemarkt“ 2014 und DerWesten als „kurzweiliges Taktikspiel für zwei Personen“.

## Belege
1. 1 2 3 4 5 6  Spielanleitung Samsara
2. ↑  Versionen von Samsara in der Spieledatenbank BoardGameGeek (englisch); abgerufen am 9. März 2018.
3. ↑  "Mensch ärgere Dich nicht" mit Pep. Rheinische Post, 8. Dezember 2014; abgerufen am 9. März 2018.
4. ↑  Die spannendsten Neuerscheinungen auf dem Spielemarkt für Strategen und Tüftler. Westfälische Nachrichten, 7. Dezember 2014; abgerufen am 9. März 2018.
5. ↑  Tanja Liebmann: Fünf Spiele-Tipps für Einsteiger, Taktiker und Partyrunden. In: Westdeutsche Allgemeine Zeitung. Funke Mediengruppe, 17. Oktober 2014, abgerufen am 9. März 2018.